# Flatbrød
Flatbrød er et traditionelt norsk usyret brød, der hovedsageligt spises med fisk, salt kød og suppe. Oprindeligt var det en basisfødevare for fårehyrder og bønder.
Ingredienser er bygmel, husholdningssalt og vand, men der findes varianter med andre ingredienser.
Flatbrød spises til alle måltider. Jo tyndere brødet er, jo bedre er det. Dejen rulles ud og bliver bagt på en stor bageplade. Traditionen med at fremstille flatbrød er blevet givet videre gennem generationerne af husmødre. Hver har sin egen måde at fremstille det på. Det tørre klima i Norge tillader at brødet kan opbevares i lang tid uden at blive dårligt.
Fra den sene middelalder er flatbrød hverdagsbrød i Norge. Tidligere anvendelse er usikker: der mangler både redskaber og omtale af flatbrød i skriftlige kilder. Da der brugtes håndkværn, var det sandsynligvis almindeligt at male mel til dagligt forbrug, men med vandmøllernes fremkomst og adgangen til større mængder mel kunne der bages flatbrød til længere tid.
Flatbrød nævnes første gang i en regnskabsbog fra Bergenhus i 1519. Her står, at der er kommet 14 tønder flatbrød fra Sunnhordland, og fra Hardanger fortælles, at flatbrød blev bagt på stenplader.